# Eduardo Zuleta
Eduardo Zuleta Candelario (Guayaquil, 19 de noviembre de 1935-Guayaquil, 1 de abril de 2024) fue un tenista ecuatoriano que se destacó con su país en los años 60.

## Carrera
Consiguió su mejor resultado en individuales de un Grand Slam en 1960, cuando llegó hasta la cuarta ronda del Abierto de Estados Unidos, en ese mismo torneo, pero en 1964, llegaría hasta los cuartos de final de dobles mixto con la irlandesa Eleanor O'Neill. También fue parte del equipo de Copa Davis de Ecuador en 1961, 1963 y 1967 (en este último no llegó a disputar ningún partido).
Compitió en los circuitos de tenis de verano de EE. UU. y Europa desde finales de la década de 1950 hasta comienzos de la década de 1970, destacándose mayormente en superficies de arcilla. En el circuito amateur se destacó notablemente en Tennessee en 1960, Fort Lauderdale en 1964, Miami en 1966, Orlando en 1967 y West Palm Beach en 1966, 1967 y 1968.